# British Columbia Highway 19A
Der auch unter dem Namen Island Highway bekannte Highway 19A verläuft im Westen von Vancouver Island. Der Name sollte jedoch nicht mit dem Vancouver Inland Island Highway verwechselt werden, bei welchem es sich dann um den Highway 19 handelt.
Der Highway 19A stellt die ursprüngliche Streckenführung vom Highway 19 zwischen Nanaimo und Campbell River dar, bevor dieser als autobahnähnliche Ortsumfahrung ausgebaut wurde. Der Highway besteht aus zwei Abschnitten; der erste Abschnitt ist um Nanaimo gelegen, der zweite Abschnitt beginnt bei Parksville und verläuft entlang der Küste bis Campbell River. Der Highway hat eine Länge von 137 km (exklusiv gemeinsame Strecke mit Highway 19).